# Bruxelles (kommune)
Bruxelles kommune (fransk: Ville de Bruxelles eller Bruxelles-Ville, nederlandsk: Stad Brussel eller Brussel-Stad) er den største kommune i regionen Bruxelles, og de jure hovedstad i Belgien i henhold til Belgiens forfatning. Bruxelles kommune omfatter det historiske centrum af Bruxelles og nogle andre områder i regionen Bruxelles.